# Arai (empresa)
Arai Helmet es una empresa japonesa que diseña y fabrica cascos de motocicleta y automovilismo. Creada en 1926 por Hirotake Arai, en sus inicios se dedicaba a la fabricación de sombreros; hoy en día  ocupa una posición dominante en el sector de los cascos de motocicleta juntamente con SHOEI.
Sus cascos gozan de gran prestigio aunque también destacan por un alto precio y por su complicado sistema de cambio de viseras. Es famosa por el uso de Super Complex Laminate Construction, un conjunto de varios materiales, incluyendo kevlar.
- Datos: Q2549688
- Multimedia: Arai helmets / Q2549688